# Marrero (Louisiana)
Marrero ist ein Census-designated place (CDP) im Jefferson Parish im Süden des US-amerikanischen Bundesstaates Louisiana am rechten Ufer des Mississippi. Das U.S. Census Bureau hat bei der Volkszählung 2020 eine Einwohnerzahl von 32.382 ermittelt.
Marrero ist Bestandteil der Metropolregion um die Stadt New Orleans.

## Geografie
Marrero liegt im Südosten von Louisiana im südlichen Vorortbereich der Stadt New Orleans und wird durch den Mississippi von dieser getrennt. Der Ort hat eine Fläche von 22,3 km², davon sind 21 km² Landfläche.

## Geschichte
Die Stadt wurde zu Ehren von Louis H. Marrero benannt, einem Politiker, Geschäftsmann und Landbesitzer.

## Bildung
Marrero liegt im Jefferson Parish Public School System. Die Stadt wird von folgenden Schulen bedient:
- John Ehret High School
- L.W. Higgins High School
- Archbishop Shaw High School, katholische Jungenschule
- Academy of Our Lady (Marrero, LA), katholische Mädchenschule

## Persönlichkeiten
- Choppa, Rapper
- Patrick Connick, Politiker (in Marrero geboren)
- Ryan Clark, Footballspieler
- Doc Paulin (1907–2007), Jazzmusiker (in Marrero gestorben)
- Tory James, Footballspieler